# Гуцисько (гміна Нова Слупія)
Гуцисько (пол. Hucisko) — село в Польщі, у гміні Нова Слупя Келецького повіту Свентокшиського воєводства.
Населення — 99 осіб (2011).
У 1975-1998 роках село належало до Келецького воєводства.

## Демографія
Демографічна структура на день 31 березня 2011 року:
|          | Загалом | Допрацездатний вік | Працездатний вік | Постпрацездатний вік |
| -------- | ------- | ------------------ | ---------------- | -------------------- |
| Чоловіки | 48      | 14                 | 29               | 5                    |
| Жінки    | 51      | 13                 | 29               | 9                    |
| Разом    | 99      | 27                 | 58               | 14                   |